# Orphin
Orphin là một xã của Pháp, nằm ở tỉnh Yvelines trong vùng Île-de-France của Pháp. Orphin có diện tích 16,5 km2, dân số năm 1999 là 928 người.
Người dân ở đây trong tiếng Pháp gọi là Orphinois.